# Gabinet Franklina Delano Roosevelta
Gabinet Franklina Delano Roosevelta – powołany i zaprzysiężony w 1933, po wyborach w 1932. Był to najdłużej urzędujący gabinet w historii Stanów Zjednoczonych

| Departament/Funkcja            | Imię i nazwisko                                                                | Kadencja                                        |
| ------------------------------ | ------------------------------------------------------------------------------ | ----------------------------------------------- |
| Prezydent                      | Franklin Delano Roosevelt                                                      | 1933 – 1945                                     |
| Wiceprezydent                  | John Nance „Cactus Jack” Garner Henry A. Wallace Harry S. Truman               | 1933 – 1941 1941 – 1945 1945                    |
| Sekretarz stanu                | Cordell Hull Edward Reilly Stettinius Jr.                                      | 1933 – 1944 1944 – 1945                         |
| Sekretarz skarbu               | William H. Woodin Henry Morgenthau Jr.                                         | 1933 – 1934 1934 – 1945                         |
| Sekretarz wojny                | George H. Dern Harry Hines Woodring Henry Lewis Stimson                        | 1933 – 1936 1936 – 1940 1940 – 1945             |
| Prokurator generalny           | Homer Stille Cummings Frank Murphy Robert Houghwout Jackson Francis Biddle     | 1933 – 1939 1939 – 1940 1940 – 1941 1941 – 1945 |
| Dyrektor Generalny Poczty      | James Farley Frank C. Walker                                                   | 1933 – 1940 1940 – 1945                         |
| Sekretarz marynarki            | Claude A. Swanson Charles Edison William Franklin Knox James Vincent Forrestal | 1933 – 1939 1939 – 1940 1940 – 1944 1944 – 1945 |
| Sekretarz zasobów wewnętrznych | Harold L. Ickes                                                                | 1933 – 1945                                     |
| Sekretarz rolnictwa            | Henry A. Wallace Claude R. Wickard                                             | 1933 – 1940 1940 – 1945                         |
| Sekretarz handlu               | Daniel C. Roper Harry Lloyd Hopkins Jesse H. Jones Henry A. Wallace            | 1933 – 1938 1938 – 1940 1940 – 1945 1945        |
| Sekretarz pracy                | Frances Perkins                                                                | 1933 – 1945                                     |